# J联盟足球
《J联盟足球》，是一款以日本日本足球联赛为主题的体育类游戏。游戏1994年在FC游戏机和Game boy上发行。游戏模式分为对抗赛、季赛、季后赛和训练赛模式。玩家在游戏中选择日本联赛的球队，目的是取得冠军。